# كارول بيليتير
كارول بيليتير (بالإنجليزية: Carol Peletier) شخصية خيالية، من مسلسل الرعب والدراما الذي عرض على قناة إيه إم سي؛ الموتى السائرون. إبتكر الشخصية روبرت كيركمان وتوني مور. أدت الممثلة ميليسا مكبرايد دور كارول في المسلسل التلفزيوني. ظهرت كارول في الحلقة الثالثة من الموسم الأول مع زوجها إد وإبنتها صوفي.

## وصلات خارجية
- كارول بيليتير في قاعدة بيانات الأفلام على الإنترنت
- كارول بيليتير على موقع AMC